# Tyson Ross
Tyson William Ross (Berkeley, 22 aprile 1987) è un giocatore di baseball statunitense, lanciatore partente per i Detroit Tigers nella Major League Baseball.

## Carriera professionista

### Minor League Baseball
Scelto al secondo giro, come 58ª scelta assoluta, del draft del 2008 dagli Oakland Athletics, ha iniziato la propria carriera professionista inizialmente in singolo A nella Minor League Baseball (MiLB) con i Kane County Cougars collezionando 6 presenze con 4 partenze, 0 vittorie e una sconfitta, una media PGL di 4.66 con 16 strikeout.
Nel 2009 è passato agli Stockton Ports in singolo A avanzato, dove ha giocato 18 partite con un record di 5-6, una media PGL di 4.17 con 82 strikeout. Successivamente è stato con i Midland RockHounds in doppio A dove in nove partenze ha chiuso con un bilancio di 5-4 e una media PGL di 3.96.

### Major League Baseball
Debuttò nella MLB il 7 aprile 2010 al Coliseum di Oakland, contro i Seattle Mariners.
Il 16 novembre 2012 è stato ceduto ai San Diego Padres dove ha ricoperto il ruolo di lanciatore partente. Debuttò per la squadra californiana il 6 aprile 2013, contro i Colorado Rockies, ottenendo due strikeout ma subendo la sconfitta.
Diventò free agent il 2 dicembre 2016. 
Firmò il 19 gennaio 2017 un contratto di un anno con i Texas Rangers. Il 12 settembre a stagione in corso fu rilasciato, diventando di conseguenza nuovamente free agent. 
Il 29 dicembre 2017 Ross tornò a San Diego, firmando un contratto di minor league con i Padres.
Il 5 agosto 2018 i St. Louis Cardinals reclamarono Ross dai waivers.

## Palmarès

### Individuale
- MLB All-Star: 1

2014

### Nazionale
- Giochi panamericani:  Medaglia d'Argento

Team USA: 2007